# Viggo Bentzon (jurist)
 For alternative betydninger, se Viggo Bentzon. (Se også artikler, som begynder med Viggo Bentzon)
Viggo Bentzon (født 15. august 1861 i København, død 4. april 1937) var en dansk jurist.
Han blev cand.jur. i 1884 og opnåede den juridiske doktorgrad i 1890 ved afhandlingen "Begrebet vis maior i romersk og nordisk Ret med særligt Hensyn til Reders Ansvar for Ladning". Han blev ansat i et professorat ved Københavns Universitet i 1892 indenfor søret og retslære.
Efter professor J.H. Deuntzer blev udnævnt til konseilspræsident 1901, overtog Bentzon dennes professorrat indenfor privatretten.
Bentzon udgav i 1910 værkerne "Den danske Arveret" og "Den danske Familieret paa Grundlag af J. H. Deuntzer’s Familieret".
Han var i årene 1918-19 rektor ved Københavns Universitet.
Bentzons søn Asbjørn Drachmann Bentzon blev byretsdommer.